# Semmelweis-reflex
A Semmelweis-reflex nem a szó tudományos (fiziológiai) értelmében vett reflex. Az elsősorban angolszász nyelvterületen elterjedt kifejezés egy sajátos reflexszerű (automatikus) emberi magatartást jelöl, melynek lényege az új információ elutasítása rögzült normák, hiedelmek vagy paradigmák miatt.

## A fogalom eredete
Nevét Semmelweis Ignácról kapta, akinek tudományos és magánéleti sorsa a kortársak elutasítása miatt tragédiába torkollott. Semmelweis felfedezte, hogy a gyermekágyi láz okozta halálozás aránya mintegy tizedére csökkenthető, ha a szülészorvos klóros oldattal kezet mos minden beavatkozás előtt. Ennek a tapasztalatilag bizonyított módszernek azonban nem tudta olyan indokolását adni, amely a kortársak széles köre számára elfogadható lett volna. Javaslatait ezért elutasították, őt magát pedig nevetségessé tették, annak ellenére, hogy adatai módszerének eredményességét minden kétséget kizáróan alátámasztották. A halála után fokozatosan elterjedő módszert néhány évtized múlva Louis Pasteur munkássága (kórokozók felfedezése) nyomán fogadta el a tudományos közvélemény.

## Megjelenése

### A tudományos életben
Az angolszász irodalom a Semmelweis-reflex fogalmát legáltalánosabban így határozza meg: „a tények automatikus elutasítása megfontolás, vizsgálat vagy kísérletezés nélkül”. Ismeretesek más, a lényeget is érintő megfogalmazások is, így a fogalom nem tekinthető egységesnek, mint ahogy eredete is vitatott.

### A hétköznapokban
Használata nem kizárólag a tudományos irodalomra terjed ki, mivel a Semmelweis-reflex a hétköznapokban is gyakorta megnyilvánuló emberi magatartás. Az ember nemcsak tudományos bizonyítékok hiányára reagálhat így, hanem általánosabban akkor is, ha az új információ nem illeszthető be addigi ismeretei körébe. Ezért a hétköznapokban is gyakran előfordul, hogy a jelentős szellemi erőfeszítés eredményét értetlenség, sőt büntetés követi, és az elismerés csak a későbbiekben (sokszor az illető halála után) jelentkezik.
A magyarban a Semmelweis-reflex áldozatára azt is mondják: „megelőzte a korát”.

## Tudatosítása és elkerülése
Az Amerikai Egyesült Államokban észlelhető a Semmelweis-reflex tudatosítására és lehetséges elkerülésére irányuló törekvés, mégpedig nem csupán az új ismeret birtokosát, hanem annak befogadóját illetően is. Ennek keretében tanácsokkal szolgálnak például üzletemberek részére, miként kerülhetik el, hogy a munkatársaik jó ötleteit reflexszerűen elutasítsák.

## Lehetséges magyarázata
Egy lehetséges magyarázat szerint a Semmelweis-reflex hátterében az a tévedés áll, hogy az adott kérdéssel kapcsolatos információhalmaz teljes. Ez a tévedés nemcsak egyes konkrét személyeket, hanem az egész közvéleményt is jellemezheti (ahogyan például a 19. század végi közvélemény egységesen téves volt abban, hogy a klasszikus fizika felépítése teljes és megdönthetetlen). Az adott ténnyel kapcsolatos ismeretek azonban soha nem lehetnek teljesek, ezzel szemben egyénenként különböző szintűek. Az alacsonyabb szintű ismeretek birtokosa számára a magasabb szintű információ saját ismereteivel ellentétesnek, akár képtelenségnek látszódhat, és ez vezet a magasabb szintű ismeret automatikus elutasításához. Ha az egyén mindig szem előtt tartja, hogy saját ismeretei nem feltétlenül teljesek, elkerülheti a Semmelweis-reflexet.